# بيلا بيج
بيلا بيج (بالإنجليزية: Bella Paige)‏ هي مغنية أسترالية، ولدت في 30 أكتوبر 2001 في ملبورن في أستراليا.